# Ping flood
Un ping flood consisteix a saturar una línia lenta amb un nombre de paquets Internet Control Message Protocol (ICMP) prou gros. En saturar la línia es degrada el servei de manera important. L'atac en qüestió utilitza les definicions de la longitud màxima de protocols així com la capacitat de fragmentació dels datagrames IP.
La longitud màxima d'un datagrama IP és de 64K (65535 Bytes) incloent la capçalera del paquet (20 Bytes).
El protocol ICMP és el qual s'utilitza per a la comunicació de missatges de control de flux en les comunicacions. Després per a enviar un missatge ICMP tenim disponibles 65535(dades) 20 (capçalera IP) 8 (capçalera ICMP) = 65507 Bytes. Quan s'envien ordres al sistema operatiu perquè envie un datagrama de longitud de 65510 bytes (inferior als 65535) amb el que les dades a enviar agafen un únic paquet IP (fragmentat en N trossos, però pertanyents al mateix datagrama IP).